# ガビ・アシュケナジ
ガビ・アシュケナージ（Gabi Ashkenazi、ヘブライ文字:גַבִּי אַשְׁכְּנַזִּי、1954年2月25日 - ）は、イスラエルの政治家、軍人。2020年から2021年にかけて同国外相を務めた。イスラエル国防軍第19代参謀総長。中将。父親はブルガリア出身のユダヤ人でホロコースト生還者である。母親はシリア系ユダヤ人。名字はアシュケナージだが、セファルディムとミズラヒムでもある。

## 経歴・軍歴
ガビ・アシュケナージは、第四次中東戦争時、将校学校の生徒だった。1972年から1988年にかけて、彼は軍のエリート部隊である「ゴラニ」旅団に所属し、後に北部軍管区を指揮した。2000年、当時のエフード・バラック首相はレバノン南部のいわゆる「安全保障地帯」から部隊を撤収させたが、彼自身はこのことに反対していた。軍人としては、第四次中東戦争、エンテベ空港奇襲作戦、レバノン戦争などに従軍した。
2002年、参謀次長。2005年、参謀総長選定を巡ってダン・ハルツに敗れた後、少将の階級で退役。これまで、国防省の総局長だった。
2007年2月5日、ハルツがレバノン侵攻の際の不手際と株式の売却を追及されその地位を追われると、イスラエル政府は、ガビ・アシュケナージをイスラエル国防軍参謀総長として承認した。国防相アミル・ペレツは、軍人事が社会的議論に巻き込まれることを避けるために、参謀総長の任期を現行の3年から4年に延長すると表明した。また、南部レバノンからの撤退を巡り見解の相違があったバラックとは2008年-2009年のガザ攻撃で共に指揮を執っている。2011年2月、後任としてベニー・ガンツが参謀総長に就任した。このガンツの参謀総長就任は当初から有力視されていたものの、ガンツはアシュケナージと同じく北部管区司令官を務めた経緯から、バランスをとる意味で、南部管区司令官を務めたヨアヴ・ガラント副参謀総長がその後浮上。しかしながらガラントに土地取引疑惑が浮上し最終的にガンツの昇格が実現した。
その後、2018年に次の選挙に向けてガンツが作った政党イスラエル回復党とヤイル・ラピドが率いる政党イェシュ・アティッドとモーシェ・ヤアロンが率いる政党テレムの連合青と白からガンツとともに立候補して、2019年4月の総選挙でクネセト議員になった。この選挙の結果では連立交渉がうまくいかず、総選挙を繰り返し、なかなか新政権が発足しなかったが、ネタニヤフが率いるリクードとガンツが率いる青と白が連立を組むことになり、2020年5月17日に第35代政府が成立した。また、ガンツのこの決定に反発して、ヤイル・ラピドが率いる政党イェシュ・アティッドとモーシェ・ヤアロンが率いる政党テレムは政党連合青と白を離脱した。アシュケナージはこの政府で外務大臣を務め、アブラハム合意に携わるなどした。2021年の選挙には立候補せず、2021年6月13日に第36代政府が成立し、退任した。